# Roar

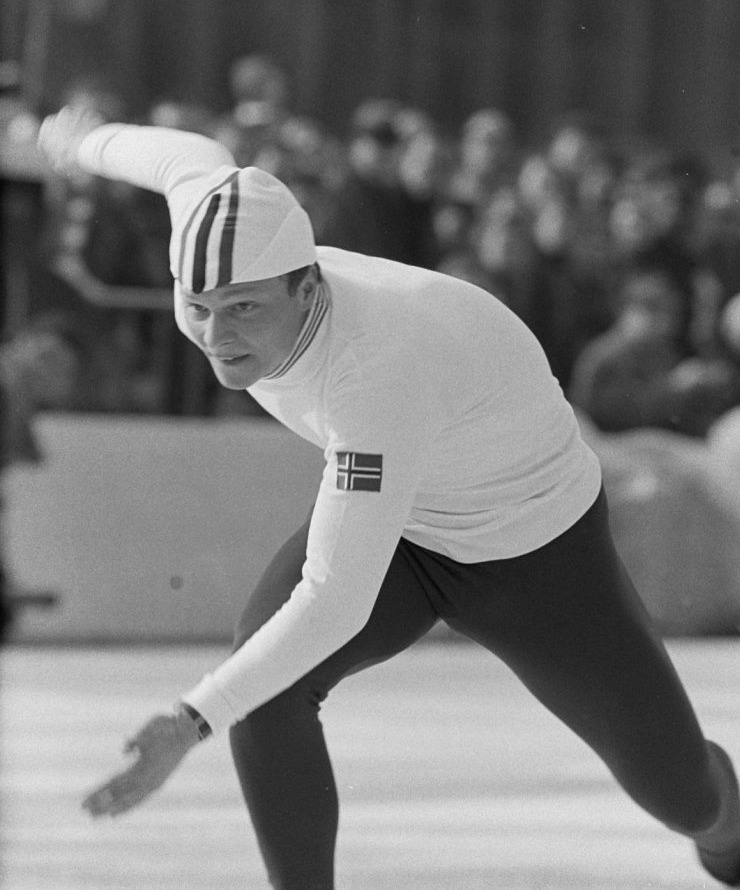
Roar Grönvold 1968

Roar (även Hroar) är en norsk och svensk variant av mansnamnet Rodger. Namnleden 'Rod-' kan komma av det fornnordiska ordet hróðr, som betyder 'ära' eller 'berömmelse', eller av det gammalhögtyska hruod med samma betydelse. Den andra namnleden kan komma av det fornnordiska geirr eller det gammalhögtyska ger, som båda betyder 'spjut', eller av det urnordiska *hariaR, 'krigare', eller *wariaR, 'försvarare'. 
Fornnordiska varianter av namnet var Hróarr eller Róarr. Namnet är också känt i runskrift som Hruar.

## Utbredning
Roar är ett vanligt namn i Norge, men ovanligt i andra länder.
Tabellen nedanför ger en detaljerad översikt över populariteten hos förnamnet Roar i de länder där statistik är tillgänglig.
| Land         | Bland landets män | Bland landets män | Bland landets män | Bland pojkbarn | Bland pojkbarn | Bland pojkbarn | Bland pojkbarn |
| Land         | Antal             | Procent           | Rangordning       | Antal          | Procent        | Rangordning    |                |
| ------------ | ----------------- | ----------------- | ----------------- | -------------- | -------------- | -------------- | -------------- |
| Norge Roar   | 7 420 (2006)      | 0,32 %            | 88.               | - (2006)       | -              | (> 415.)       |                |
| Danmark Roar | 253 (2007)        | 0,01 %            | -                 | - (2005)       | -              | (> 50.)        |                |
| Island Hróar | 8 (2004)          | 0,005 %           | -                 | - (2000-2004)  | -              | (> 98.)        |                |
| Sverige Roar | 187 (2006)        | 0,004 %           | -                 | - (2006)       | -              | (> 100.)       |                |

I Norge var namnet populärast på 1940- och 1950-talen, men det var inte ens då bland de allra vanligaste pojknamnen.

## Kända personer med namnet
- Hroar Elvenes, (f. 1932) norsk skidlöpare och skidpresident
- Roar Grønvold, (f. 1946) norsk skidlöpare
- Roar Husby
- Roar Strand
- Roar Ljøkelsøy Norsk backhoppare
- Hroar Stjernen Norsk backhoppare
- Roar Engelberg Norsk panflöjtspelare
- Roar Wold Norsk målare